# Ski acrobatique aux Jeux olympiques de la jeunesse d'hiver de 2016
Navigation
2012 2020
Les épreuves de ski acrobatique aux Jeux olympiques de la jeunesse d'hiver de 2016 ont lieu à Lillehammer en Norvège, du 14 au 20 février 2016. 

## Médailles

### Tableau des médailles
| Rang  | Nation             | Or | Argent | Bronze | Total |
| ----- | ------------------ | -- | ------ | ------ | ----- |
| 1     | États-Unis         | 1  | 2      | 0      | 3     |
| 2     | Grande-Bretagne    | 1  | 0      | 1      | 2     |
| 2     | Norvège            | 1  | 0      | 1      | 2     |
| 4     | Canada             | 1  | 0      | 0      | 1     |
| 4     | Russie             | 1  | 0      | 0      | 1     |
| 4     | Suisse             | 1  | 0      | 0      | 1     |
| 7     | Australie          | 0  | 1      | 1      | 2     |
| 7     | Nouvelle-Zélande   | 0  | 1      | 1      | 2     |
| 9     | Belgique           | 0  | 1      | 0      | 1     |
| 9     | France             | 0  | 1      | 0      | 1     |
| 11    | Autriche           | 0  | 0      | 1      | 1     |
| 11    | République tchèque | 0  | 0      | 1      | 1     |
| Total | Total              | 6  | 6      | 6      | 18    |

### Épreuves
| Épreuves              | Or                      | Or        | Argent                 | Argent    | Bronze                      | Bronze    |
| --------------------- | ----------------------- | --------- | ---------------------- | --------- | --------------------------- | --------- |
| Ski half-pipe garçons | Birk Irving (USA)       | 93,00 pts | Finn Bilous (NZL)      | 92,20 pts | Trym Sunde Andreassen (USA) | 80,20 pts |
| Ski cross garçons     | Reece Howden (CAN)      |           | Xander Vercammen (BEL) |           | Louis Muhlen (AUS)          |           |
| Slopestyle garçons    | Birk Ruud (NOR)         | 89,20 pts | Alexander Hall (USA)   | 87,40 pts | Finn Bilous (NZL)           | 86,00 pts |
| Ski half-pipe filles  | Madison Rowlands (GBR)  | 88,60 pts | Paula Cooper (USA)     | 79,00 pts | Lara Wolf (AUT)             | 74,20 pts |
| Ski cross filles      | Talina Gantenbein (SUI) |           | Zali Offord (AUS)      |           | Klára Kašparová (CZE)       |           |
| Slopestyle filles     | Lana Prusakova (RUS)    | 77,00 pts | Lou Barin (FRA)        | 72,80 pts | Madison Rowlands (GBR)      | 67,80 pts |